# Léo Laliman
Léo Laliman (1817 —?), foi um viveirista e grande proprietário vinícola em Floirac, na região de Bordéus, que esteve ligado à descoberta da causa da filoxera, sendo o primeira a publicar a descoberta da forma galícola (foliar) do insecto Daktulosphaira vitifoliae (Fitch, 1854), que causa a doença, e o grande promotor da utilização da enxertia em cepas de videira americana como forma de evitar os danos causados pela praga. Autodidacta e por vezes pouco rigoroso nas suas conclusões, ainda assim foi uma das figuras mais importantes no combate à filoxera em França e uma grande influência na expansão em toda a Europa das técnicas de enxertia como forma de melhorar a resistência à doença.